# Harald Svensson
Harald II Svensson (? – zm. w 1018) – król Danii w latach 1014–1018.
Harald był najstarszym synem Swena Widłobrodego i Sygrydy Storrådy. Został regentem Danii (1013), gdy jego ojciec walczył z Etelredem Bezradnym w Anglii. Rok później został obwołany królem. Po śmierci Haralda tron odziedziczył jego brat, Kanut Wielki. 
Wiadomości o Haraldzie są skąpe i niepewne. Historycy spekulują, że pierwotną intencją Swena było obsadzenie Haralda na tronie Danii, a Kanuta na tronie Anglii. Jednak w 1014 roku, w chwili śmierci, na następcę tronu wyznaczył on Kanuta; w tej sytuacji Harald został królem tylko dzięki poparciu możnych. Poza tym Kanut w owym momencie zajęty był kontynuowaniem walki ojca w Anglii – był tam w momencie śmierci ojca. Rządzący wówczas Danią Harald odmówił podzielenia się z nim władzą, zapewnił jednak bratu militarne wsparcie w Anglii.